# هانس زيمر
هانس زيمر (بالألمانية: Hans Zimmer)  (و. 1946 –  م) هو كاتِب، وممثل، من ألمانيا، ولد في كاسل.